# Raissac-d'Aude
Raissac-d'Aude é uma comuna francesa na região administrativa de Occitânia, no departamento de Aude. Estende-se por uma área de 5,93 km². Em 2010 a comuna tinha 266 habitantes (densidade: 44,9 hab./km²).